# Šuľa
Šuľa – wieś (obec) na Słowacji położona w kraju bańskobystrzyckim, w powiecie Veľký Krtíš. Pierwsze wzmianki o miejscowości pochodzą z 1460 roku.
Według danych z dnia 31 grudnia 2012 roku, wieś zamieszkiwały 73 osoby, w tym 38 kobiet i 35 mężczyzn.
W 2001 roku rozkład populacji względem narodowości i przynależności etnicznej wyglądał następująco:
- Słowacy – 96,39%
- Czesi – 2,41%
- Romowie – 1,2%

Ze względu na wyznawaną religię struktura mieszkańców kształtowała się w 2001 roku następująco:
- Katolicy rzymscy – 33,73%
- Ewangelicy – 65,06%
- Ateiści – 1,2%